# 约翰·比格勒
约翰·比格勒（John Bigler，1805年1月8日—1871年11月29日），美国律师、政治家、外交家，民主党人，曾任加利福尼亚州州长（1852年-1856年）。
比格勒的弟弟威廉·比格勒曾任宾夕法尼亚州州长。1857年，美国总统詹姆斯·布坎南任命比格勒为美国驻智利公使。